# Alf Blütecher
Alf Wiborg Blütecher (7. februar 1880 – 5. marts 1959) var en norsk skuespiller.
Han var elev ved Den Nationale Scene i Bergen i 1904-05 og derefter engageret ved en række norske teatre.
Han filmdebuterede i 1913 hos Nordisk Film i Danmark, hvor han indtil 1919 medvirkede i mere en 60 stumfilm, ofte i forskellige helteroller. Hans mest fremtrædende rolle var som dr. Krafft i filmen Himmelskibet (1918). I begyndelsen af 1920'erne prøvede han sig i Tyskland hvor han bl.a. i film instrueret af Holger-Madsen og Svend Gade spillede flere hovedroller. Men en ulykke gjorde at han fik nedsat hørelse hvilke stoppede hans skuespillerkarriere. De sidste ti år af sit liv var han ved postvæsnet i Oslo.

## Filmografi
| - Under Blinkfyrets Straaler (som Hugo, godsejerens søn; instruktør Robert Dinesen, 1913) - Fra Fyrste til Knejpevært (som Fyrst Spinarosa; instruktør Holger-Madsen, 1913) - Nellys Forlovelse (som Jack Courtey, Nellys barndomsven; instruktør Eduard Schnedler-Sørensen, 1913) - Den kvindelige Dæmon (som René, Olivers ven; instruktør Robert Dinesen, 1913) - Staalkongens Villie (instruktør Holger-Madsen, 1913) - Dramaet i den gamle Mølle (som Ove Malling, godsinspektør; instruktør Robert Dinesen, 1913) - Den hvide Dame (som Erik Bille, grevens søn; instruktør Holger-Madsen, 1913) - Den mystiske Fremmede (som Den mystiske fremmede, Mefisto; instruktør Holger-Madsen, 1914) - Den skønne Ubekendte (instruktør Robert Dinesen, 1914) - Det gamle Fyrtaarn (som Henriks, toldassistent; instruktør A.W. Sandberg, 1914) - Snustobaksdaasen (instruktør Sofus Wolder, 1914) - Inderpigen (instruktør Robert Dinesen, 1914) - Den fjerde Dame (instruktør Eduard Schnedler-Sørensen, 1914) - Grev Zarkas Bande (instruktør Eduard Schnedler-Sørensen, 1914) - Opiumsdrømmen (som Ernst von Kauffmann, bror til Hugo; instruktør Holger-Madsen, 1914) - Ned med Vaabnene! (som Arno von Dotzky, Marthas første mand; instruktør Holger-Madsen, 1915) - Juvelerernes Skræk (som Tom Atkins, detektiv; instruktør Alexander Christian, 1915) - Det evige Had (som Jens Timm, bogholder hos Thingberg; instruktør Hjalmar Davidsen, 1915) - I Farens Stund (som Jules Petit, skuespiller, Emmys kæreste; instruktør Robert Dinesen, 1915) - En Skæbne (som Poul Walter, skuespiller; instruktør Robert Dinesen, 1915) - Brandmandens Datter (som Halling, kontorchef; instruktør Alfred Cohn, 1915) - En søvnig Brudgom (som Otto Müller, læge; instruktør Lau Lauritzen Sr., 1915) - Tempeldanserindens Elskov (som Lord Emmerich Douglas, oberst; instruktør Holger-Madsen, 1915) - I Stjernerne staar det skrevet (som professor Elvin Ross, astronom; instruktør Hjalmar Davidsen, 1915) - Tre om Een (som Robert Harrison; instruktør Lau Lauritzen Sr., 1915) - Manegens Børn (som Kaptajn Marco, kunstskytte; instruktør Hjalmar Davidsen, 1915) - Mit Fædreland, min Kærlighed (som Løjtnant Ove Brenner; instruktør Robert Dinesen, 1915) | - Hvor Sorgerne glemmes (som Fyrst Robert, fyrstindens søn; instruktør Holger-Madsen, 1915) - Manden med de ni Fingre I (som Sylvester Jackson, chefen for politiet; instruktør A.W. Sandberg, 1915) - Manden med de ni Fingre II (som Sylvester Jackson, chef for politiet; instruktør A.W. Sandberg, 1915) - Den frelsende Film (som Franz Schmidt, instruktør; instruktør Holger-Madsen, 1916) - En Kærlighedsprøve (som Egil Bryde, fører af S/S "Gigant"; instruktør Hjalmar Davidsen, 1916) - Verdens Undergang (som styrmand Reymers; instruktør August Blom, 1916) - Truet Lykke (som Gerald Travers, redaktør; instruktør August Blom, 1916) - Midnatssolen (som Franz Schönherr; instruktør Robert Dinesen, 1916) - For sin Faders Skyld (som Kammerjunker Fasting; instruktør Holger-Madsen, 1916) - Livets Genvordigheder (som John Seymor, læge; instruktør Alexander Christian, 1916) - Hvo, som elsker sin Fader (som Willy, Browns søn; instruktør Holger-Madsen, 1916) - Grubeejerens Død (som Alf, grubeejerens søn; instruktør George Schnéevoigt, 1916) - Bladkongen (som Henning, journalist; instruktør Alexander Christian, 1916) - Grevinde Hjerteløs (som Geza, Marjankas forlovede; instruktør Holger-Madsen, 1916) - Viljeløs Kærlighed (som Dr. med. Leo Harding, øjenlæge; instruktør Hjalmar Davidsen, 1916) - Spejlets Spaadom (som Dr. Dupont, nervelæge; instruktør Hjalmar Davidsen, 1916) - Fjeldpigen (som John Hilton, skytte; instruktør Eduard Schnedler-Sørensen, 1917) - Pigen fra Palls (som John, Eltons søn; instruktør Eduard Schnedler-Sørensen, 1917) - Telefondamen (som Carl Morrow, ingeniør, Williams nevø; instruktør Eduard Schnedler-Sørensen, 1917) - Pengenes Magt (som Dr. med. Franck; instruktør Hjalmar Davidsen, 1917) - Hendes Moders Løfte (som Dr. med. Jean Peronard; instruktør Holger-Madsen, 1917) - Skriget fra Djævlekløften (som Aage Hviid, sagførerfuldmægtig; instruktør Alexander Christian, 1917) - Den mystiske Selskabsdame (som Barra; instruktør August Blom, 1917) - Synd skal sones (som Philip, Garzows sønnesøn, ingeniør; instruktør Alexander Christian, 1917) - Tropernes Datter (som Claude Franklin, plantagearbejder; instruktør Hjalmar Davidsen, 1917) | - Himmelskibet (som Dr. Krafft, Avantis' ven; instruktør Holger-Madsen, 1918) - Retten sejrer (som Ivar Alm, ingeniør; instruktør Holger-Madsen, 1918) - Solen, der dræbte (som F. van Hujs, botaniker/Professor Taels; instruktør Hjalmar Davidsen, 1918) - Krig og Kærlighed (instruktør Holger-Madsen, 1918) - For sit Lands Ære (instruktør August Blom, 1918) - Das Spiel von Liebe und Tod (instruktør Urban Gad; 1919; tysk produktion) - Mod Lyset (som Elias Renato, fattigpræst; instruktør Holger-Madsen, 1919) - Grevindens Ære (instruktør August Blom, 1919) - Har jeg Ret til at tage mit eget Liv? (som Poul Berg;: instruktør Holger-Madsen, 1920) - Kämpfende Gewalten oder Welt ohne Krieg (instruktør Fritz Bernhardt; 1920; tysk produktion) - Der Abgrund der Seelen (instruktør Urban Gad; 1920; tysk produktion) - Darwin (instruktør Fritz Bernhardt; 1920; tysk produktion) - Das Rätsel im Menschen (instruktør Konrad Leitner; 1920; tysk produktion) - Der Staatsanwalt (instruktør Paul Otto; 1920; tysk produktion) - Die Insel der Verschollenen (som Robert Marston; instruktør Urban Gad; 1921; tysk produktion) - Der Favorit der Königin (instruktør Franz Seitz; 1922; tysk produktion) - Das Blinde Glück (instruktør Iva Raffay; 1922; tysk produktion) - Das Geheimnis von Brinkenhof (som Heinrich Örn, Schiedegeselle; instruktør Sven Gade; 1923; tysk produktion) - En Nat i København (som apoteker Dovre; instruktør Eduard Schnedler-Sørensen, 1923) - Zaida, die Tragödie eines Modells (instruktør Holger-Madsen, 1923; tysk produktion) - Der Mönch von Santarem (instruktør Lothar Mendes; 1924; tysk produktion) - Die Letzte Maske (instruktør Emmerich Hanus; 1924; tysk produktion) - Briefe, die ihn nicht erreichten (som Sir Anstrutter; instruktør Frederic Zelnik; 1925; tysk produktion) - Der Trödler von Amsterdam (som Oliver Morrisson; instruktør Victor Janson; 1925; tysk produktion) - Die Unberührte Frau (instruktør Constantin J. David; 1925; østrigsk produktion) - Das Graue Haus (som Herzog; instruktør Friedrich Feher; 1926; tysk produktion) - Die Königin des Weltbades (som Gibson; instruktør Victor Janson; 1926; tysk produktion) |